# Уэйдвиц, Эдрианн
Эдрианн Уэйдвиц (англ. Adrianne Wadewitz; 6 января 1977 — 8 апреля 2014) — американский литературовед, специалист по британской литературе XVIII века, известная википедистка и комментатор Википедии, исследователь феминизма и гендерных проблем. В последние годы жизни занималась также скалолазанием и погибла, сорвавшись со скалы и получив травму головы.

## Ранние годы
Эдрианн Уэйдвиц родилась 6 января 1977 года в городе Омаха, штат Небраска, и была единственным ребёнком в семье. Отец — Натан Р. Уэйдвиц (англ. Nathan R. Wadewitz), лютеранский пастор, мать — Бетти М. (англ. Betty M.), которая вначале работала сиделкой, потом стала адвокатом. В 1995 году окончила Высшую школу Норт-Платта (англ. North Platte High School) в городе Норт-Платт, штат Небраска. Затем поступила в Колумбийский университет, где изучала английскую литературу и в 1999 году получила учёную степень в области английского языка. В 2011 году получила степень доктора философии в Индианском университете и поступила в постдокторантуру Центра цифрового обучения и исследования (англ. Center for Digital Learning and Research) при Западном колледже (англ. Occidental College). Выбрала работать по стипендиальным программам «Mellon Digital Scholarship Postdoctoral Fellow» и «HASTAC scholar».

## Научная работа

### Образование
Эдрианн Уэйдвиц получила диплом с большим почётом (magna cum laude) в Колумбийском университете, затем в Индианском университете — степени магистра и доктора философии в области английской литературы, с дополнительной специализацией в области литературы XVIII века. Тема квалификационной работы магистра (англ. master's thesis) — «Сомневающийся Томас: неудача религиозного присвоения в Век Разума» (англ. Doubting Thomas': The Failure of Religious Appropriation in The Age of Reason, 2003 год), тема диссертации на соискание степени доктора философии (doctoral dissertation) — «Берегите симпатию, добычу и ребёнка: чувствительность, индивидуальность и созревающий читатель в 1775—1815 годах» (англ. Spare the Sympathy, Spoil the Child:' Sensibility, Selfhood, and the Maturing Reader, 1775–1815; 2011 год)
В диссертацию Эдрианн Уэйдвиц вошли результаты её работы в архивах, исследований в области детской литературы и гендерных проблем. В частности, Уэйжвиц рассматривала использование языковых и дискурсивных стратегий, таких как встроенные повествования, в книгах для детей Мэри Уолстонкрафт, Анны-Летиции Барбо, Шарлотты Смит, Марии Эджуорт и других авторов. Она утверждала, что через чтение этих книг в ребёнке поддерживается построение «самосимпатии» (англ. sympathetic self), которая «коллективная, благожелательная и образная» Она также утверждала, что те виды субъективности, которые наблюдаются в детской литературе восемнадцатого столетия, не согласуются с «доминантной моделью Локеана» (англ. the dominant Lockean model)

### Цифровые гуманитарные науки
В 2009 году Уэйдвиц начала выкладывать в онлайн «Букварь Новой Англии», а в 2012 году завершила, и с тех пор эта историческая книга находится в постоянном свободном доступе. Кроме детской литературы XVIII века, темами её публикаций были неоднозначность в историческом исследовании и использование Википедии в учебных классах.
В трудах об использовании Википедии в учебном процессе, она доказывала, что кроме традиционных исследовательских и писательских умений, студентам необходимо развивать навыки использования мультимедийных источников информации и повышать технологическую грамотность. Также подчёркивалась необходимость свободного доступа к источникам информации, отмечалась разница между убедительным текстом и текстом, основанным на фактах, уделялось внимание проблемам власти и легитимности. Уэйдвиц продвигала учебные курсы, включающие в себя совместное написание текста, развитие писательских навыков в контексте «сообщества практики» и с расчётом на глобальную читательскую аудиторию.

## Работа в Википедии и для Википедии
В 2004 году Эдрианн Уэйдвиц сделала свою первую правку в Википедии и потом стала создавать статьи о женщинах — писательницах и учёных; несколько написанных ею статей Википедии получили статус избранных. Первые несколько лет Эдрианн Уэйдвиц была анонимным редактором Википедии, и только потом раскрыла своё настоящее имя и свою гендерную принадлежность. В общей сложности она успела сделать около 50 000 правок.
Эдрианн Уэйдвиц стремилась привлечь больше женщин к работе в Википедии, чтобы устранить существующий в ней гендерный дисбаланс и вызываемое им «систематическое смещение». В частности, она говорила, что «нам нужно больше женщин-редакторов, больше феминистов (любого гендера) и больше желающих работать над контентом, относящимся к женщинам. Есть социальная группа, наименее представленная в Википедии — это цветные женщины, имеющие детей».
Популярность Уэйдвиц нарастала, и её всё чаще воспринимали как авторитетного специалиста по Википедии, особенно по гендерным проблемам энциклопедии; её слова цитировали многие известные организации, в том числе BBC.
Также Уэйдвиц была членом правления Wiki Education Foundation.

## Скалолазание
Эдрианн Уэйдвиц увлекалась также скалолазанием, о котором она в 2013 году написала, что оно позволяет ей создать «новый рассказ о самой себе, за пределами „книжно-пианинного“ участия в Википедии»:

Для меня, самым обнадёживающим итогом моего года скалолазания стало новое слово, которое я могу сказать о себе. Я больше не «Эдрианн: филолог, книголюб, пианистка и википедистка». Я теперь «Эдрианн: филолог, книголюб, пианистка, википедистка и скалолазка». Это дошло до меня наиболее живо и ярко в тот день, когда я занималась скалолазанием на открытом воздухе здесь, в Лос-Анджелесе, и люди на пляже восхищались, глядя на нас. Внезапно я поняла: я ж ещё совсем недавно говорила, что подобные подвиги невозможны или что это сумасшествие — и вот теперь я делаю это. Раньше я считала такое немыслимым для меня, но теперь моя точка зрения на это радикально переменилась. Это, как я поняла, и есть то, что я моим студентам желаю: испытать радикальную перемену и рост. Это грандиозная цель, и я рада слышать про то, как другие со своими студентами работают над её достижением.
Оригинальный текст (англ.)For me, one of the most empowering outcomes of my year of climbing has been the new narrative I can tell about myself. I am no longer 'Adrianne: scholar, book lover, pianist, and Wikipedian'. I am now 'Adrianne: scholar, book lover, pianist, Wikipedian, and rock climber'. This was brought home most vividly to me one day when I was climbing outdoors here in Los Angeles and people on the beach were marveling at those of us climbing. Suddenly I realized, I used to be the person saying how crazy or impossible such feats were and now I was the one doing them. I had radically switched subject positions in a way I did not think possible for myself. That, I realized, is what I want my students to experience—that radical switch and growth. It is an enormous goal and I would love to hear how others work at achieving it with their students.

## Смерть

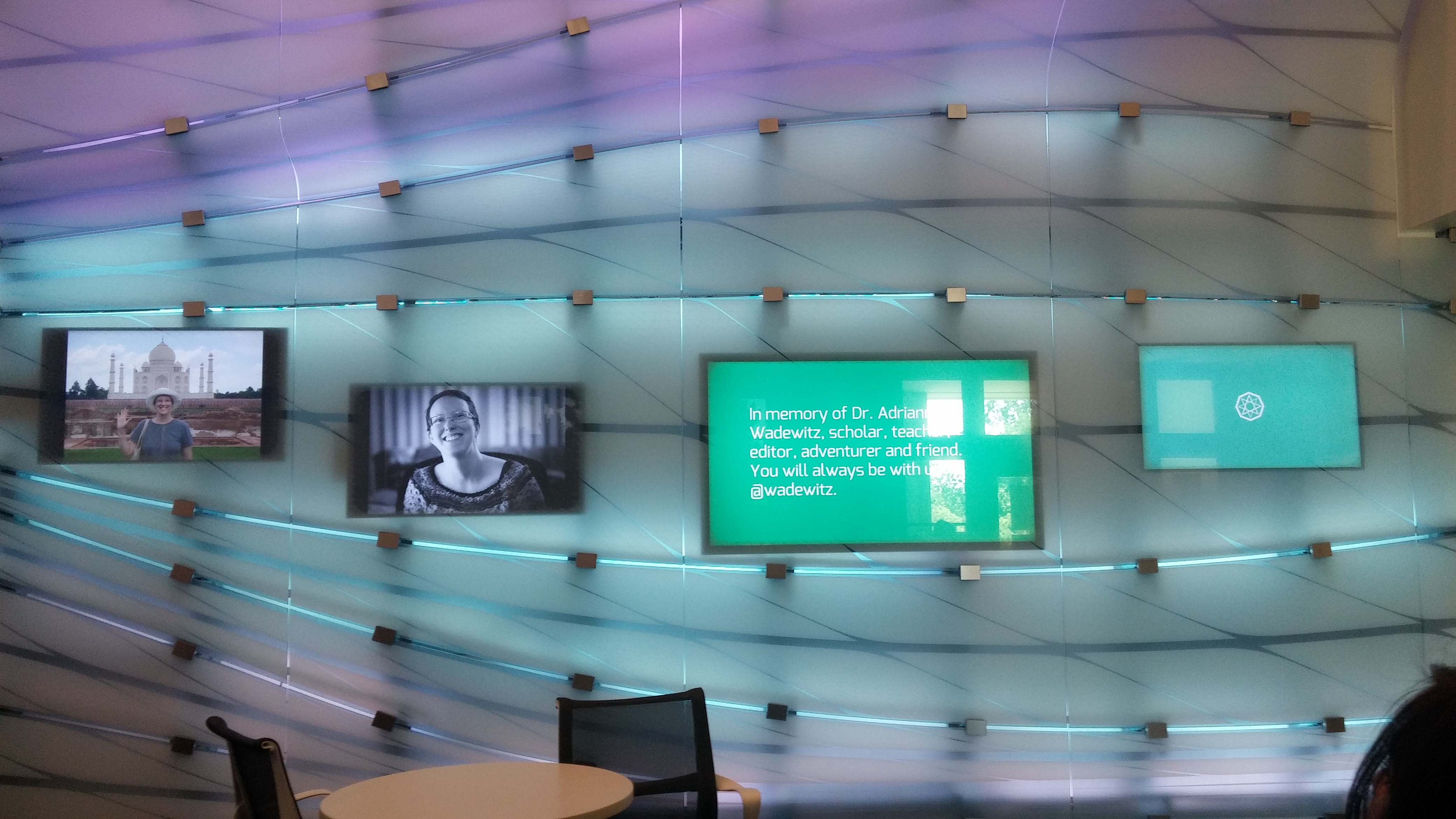
Цифровая дань памяти Эдрианн Уэйдвиц в Западном колледже

Весной 2014 года Эдриан Уэйдвиц сорвалась со скалы в национальном парке Джошуа-Три и получила тяжёлую травму головы, от которой через неделю, 8 апреля 2014 года, скончалась. Сью Гарднер, исполнительный директор Фонда Викимедиа, посчитала смерть Уэйдвиц «огромной потерей» и сказала, что Эдрианн Уэдвиц среди участников Википедии была той, которая внесла самый большой вклад в написание статей о женщинах-авторах и о женщинах в истории.
Некрологи были опубликованы в газетах The New York Times, Los Angeles Times, The Washington Post, The Sydney Morning Herald, Corriere della Sera и ряде других СМИ. The Sydney Morning Herald также опубликовала одну из последних записей в блоге, сделанную Эдрианн Уэйдвиц; в той записи Уэйдвиц писала о том, как трудно научить студентов преодолевать трудности и радоваться каждому маленькому успеху на пути к достижению цели. «В конце концов, ничто так не помогло мне, как повторяющиеся неудачи» — написала Уйэдвиц, желающая, чтобы и её ученики поняли, что неудачи — тоже часть обучения, и в них нет ничего постыдного. Журнал «ABO» (англ.), в котором Уэйдвиц работала с 2011 по 2012 год, посвятил её памяти свой мартовский номер 2014 года.
Партнёр Эдрианн Уэйдвиц, Питер Б. Джеймс (англ. Peter B. James), и её родители пережили её.